# Grot van Cocceius

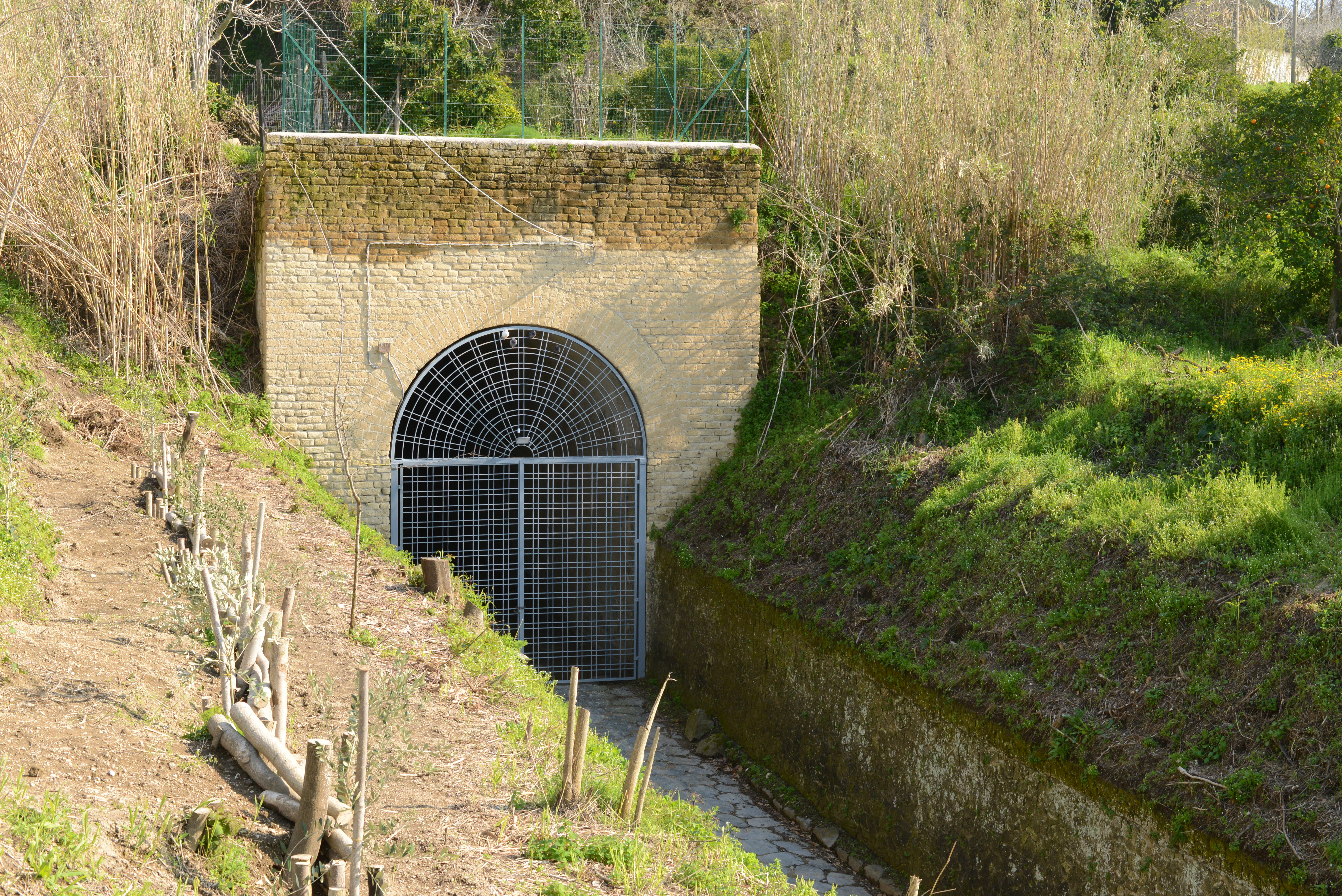
Toegang tot de Grot van Cocceius. Noordelijke ingang aan de kant van Cumae in Campania

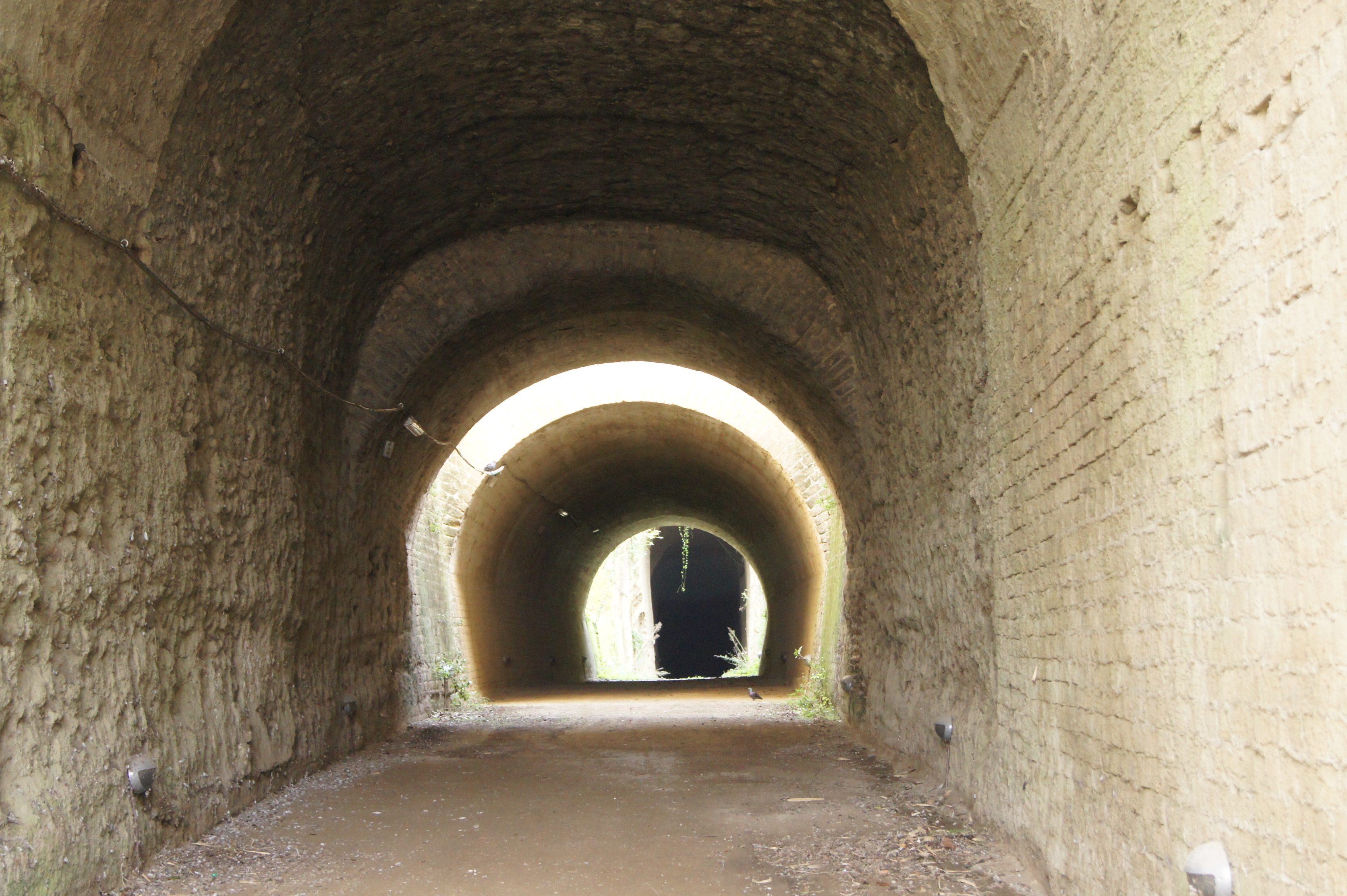
Binnenzicht

De Grot van Cocceius (1e eeuw v.Chr.) is een ondergrondse Romeinse galerij in de buurt van de Italiaanse steden Cumae en Pozzuoli, in de regio Campania. De gang doorklieft de berg Monte Grillo.
Aan de noordwest zijde lag de Romeinse stad Cumae en aan de zuidoost zijde het Meer van Avernus, wat de Romeinen zagen als de toegang tot de onderwereld.
De lengte bedraagt circa een kilometer. Er was voldoende licht en lucht in de galerij door negen schaften naar het oppervlak van de Monte Grillo. De galerij is vijf tot zes meter breed en een hoogte tot 12 meter.

## Namen
- Grot van Cocceius.[1] Architect Lucius Cocceius Auctus gaf zijn naam aan de galerij in de Romeinse tijd.
- Grotta della Pace (16e eeuw). Deze naam verwijst naar Pietro de Pace, een Spaans officier. Het koninkrijk Napels behoorde destijds tot de Kroon van Aragon.

## Historiek
Architect Cocceius leidde de bouwwerken van deze ondergrondse gang. De werken startten in 38-36 v.Chr. en werden in de tufsteen uitgehakt. Tegelijkertijd liep de bouw van de haven Portus Iulius in de Baai van Pozzuoli, alsook de Crypta Neapolitana in de berg Posillipo nabij Napels. Cocceius werkte in opdracht van generaal Agrippa, de rechterhand van Octavianus, de latere keizer Augustus. De bouw, die een militair karakter had, vond plaats tijdens het Tweede triumviraat. Dit regime viel uiteen door burgeroorlog. De burgeroorlog tussen Octavianus in het westen en Marcus Antonius in het oosten was de reden van deze militaire bouwwerken. Agrippa en Octavianus deden er alles aan om van Cumae en omgeving een militair bolwerk te maken. De gang verbond dan ook Cumae met de oevers van het Meer van Avernus. Dit meer werd gebruikt om zeeslagen in te oefenen. Agrippa had bevel gegeven om een kanaal te graven van het Meer van Avernus tot in het Meer van Lucrinus en verder tot in de Tyrreense Zee, namelijk tot in de Portus Iulius. Het strategisch voordeel van het uitkijkpunt Cumae werd zo ondergronds verbonden met de marinetroepen aanwezig aan de beide meren en de zee.
De Grot van Cocceius had een connectie met drinkbaar water in het Aqua Augusta-systeem. 
Nadat Octavianus keizer geworden was, onder de naam Augustus, werd de galerij niet meer gebruikt door Romeinse troepen. Het was een verbindingstunnel voor burgerlijk gebruik. Twee karren konden naast elkaar rijden. Aan de kant van Cumae werd een holte uitgekapt. Deze heeft de naam de grot van Sibille; deze naam is verkeerdelijk gegeven door 20e-eeuwse archeologen want de Romeinen gebruikten deze uitkapping niet voor de cultus van Sibille.
Begin 16e eeuw gebruikte kapitein Pietro de Pace de tunnel om de Romeinse ruïnes van Cumae leeg te roven. Nadien geraakte de tunnel in vergetelheid.
In 1844 liet koning Ferdinand II der Beide Siciliën de tunnel open graven. 
Tijdens de Tweede Wereldoorlog gebruikten de Duitsers de Grot van Cocceius als munitiedepot. De bezettingstroepen beschadigden de grot door explosies wanneer ze zich terugtrokken (1943). De tunnel bleef nadien gesloten voor het publiek. De ontdekking van vleermuizenkolonies (2018) leidde ertoe dat het publiek niet meteen zal terugkeren.